# Impero spagnolo
L'Impero spagnolo fu uno dei primi imperi coloniali della storia e uno dei più vasti di tutti i tempi. Nato con la scoperta delle Americhe nel 1492, fu una superpotenza coloniale nel corso dell'età moderna, raggiungendo, nel XVIII secolo, una superficie di 18,4 milioni di km² e diventando uno degli imperi ad essere stato soprannominato "l'impero su cui non tramonta mai il sole". Perse il suo status di superpotenza nel corso del XIX secolo, dapprima con l’indipendenza delle colonie americane e poi con la guerra ispano-americana.
Fu una monarchia composita, governata prima dai Trastámara, successivamente dagli Asburgo, e infine dai Borbone di Spagna. Fu formato da Ferdinando II di Aragona e Isabella I di Castiglia nel 1492 a seguito della scoperta delle Americhe e della conquista di Granada, che mise fine alla Reconquista. Sotto Carlo V, la corona di Castiglia inviò i Conquistadores ad occupare larghe parti delle Americhe. Con la sua abdicazione nel 1556 a seguito del diffondersi della riforma protestante, Carlo lasciò il Sacro Romano Impero al fratello Ferdinando I, mentre la Spagna, le Fiandre e i possedimenti italiani andarono al figlio Filippo II. Filippo annesse poi dei territori nell'Asia orientale (che presero da lui il nome di Filippine) e divenne anche re del Portogallo e del suo impero a seguito di una crisi di successione. Diede quindi inizio al Siglo de Oro, che perdurò fino alla conclusione della guerra franco-spagnola e della guerra di restaurazione portoghese.
Con la guerra di successione spagnola, i Borbone divennero la casa Reale di Spagna e con i Decreti di Nueva Planta la Spagna divenne una nazione unitaria. Tuttavia la loro ascesa in Spagna non muta il declino spagnolo. I Paesi Bassi vengono perduti completamente, i domini italiani passano agli Asburgo d'Austria o ai Savoia, anche se nel 1735 riconquistano i regni di Napoli e di Sicilia dando vita a un ramo cadetto dei Borbone, e la Spagna stessa va numerose volte in bancarotta. Con l'invasione napoleonica nel 1808, l'intero Impero spagnolo in Sudamerica si disgrega a fronte delle guerre d'indipendenza ispanoamericane. La Spagna mantenne frammenti del suo impero nei Caraibi (Cuba e Porto Rico); in Asia (Filippine), e in Oceania (Guam, Micronesia, Palau, e Marianne Settentrionali) fino alla guerra ispano-americana del 1898 (in Spagna nota come il disastro del '98).
La Spagna costituirà nel XIX secolo un secondo impero coloniale, in Africa, limitato a parte del Marocco, Sahara Occidentale e Guinea equatoriale. Sarà il più modesto degli imperi europei, ma anche l'ultimo a essere perduto con la decolonizzazione. La partecipazione spagnola alla corsa all'Africa non rivestì un'importanza particolare: il Marocco fu mantenuto fino al 1956, mentre la Guinea e il Sahara rispettivamente fino al 1968 e al 1975.
Le isole Canarie, Ceuta, Melilla e le altre plazas de soberanía, ancora oggi territori d'oltremare spagnoli, sono quanto rimane dell'ex Impero spagnolo.

## Storia

### La Spagna agli inizi dell'espansione (1402-1492)

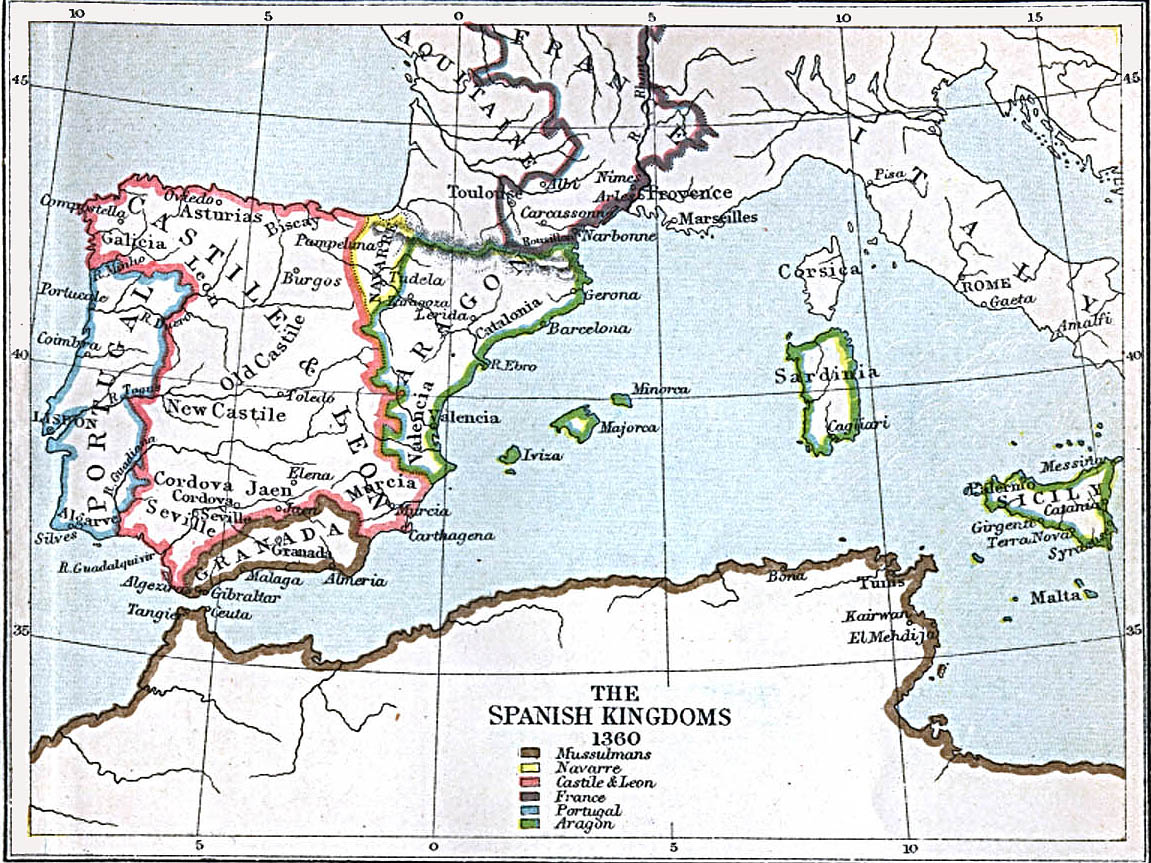
I regni spagnoli nel XIV e XV secolo.

Nel XV secolo la monarchia spagnola non si poteva ancora ritenere tra le principali potenze d'Europa: divisa fra Castiglia ed Aragona, assorbita dallo sforzo di eliminare gli ultimi avamposti islamici nella penisola, non era sullo stesso piano di Francia, Austria o Impero ottomano, impegnati già in sanguinosi conflitti per estendere all'estero la loro influenza.
Sul finire del Quattrocento però, il regno dei Moriscos in Andalusia era divenuto uno Stato-cliente della Castiglia, tollerato solo perché arricchiva le casse di quest'ultima inviando tributi in oro, i cosiddetti parias, provenienti dalla regione del Niger.
I Castigliani inoltre avevano iniziato ad intervenire militarmente al di fuori dei confini nazionali già dal 1402, quando re Enrico III, in competizione con i portoghesi per i porti africani, ordinò all'esploratore normanno Jean de Béthencourt di colonizzare le isole Canarie, il cui diritto di possesso era stato ottenuto nel 1344 da papa Clemente VI, ma venne riconosciuto solo col trattato di Alcaçovas.

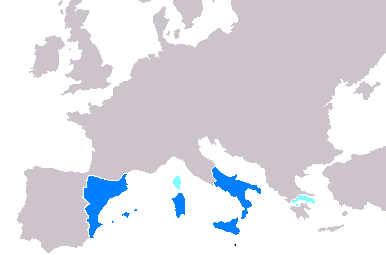
Il Regno d'Aragona alla sua massima estensione.

La situazione politica svoltò decisamente con il matrimonio dei due Reyes Católicos, Ferdinando II d'Aragona e Isabella I di Castiglia, anche se non crearono un vero e proprio Stato unitario, bensì una confederazione di regni con proprie amministrazioni, che a partire dall'ascesa al trono del nipote Carlo V (Carlo I come re di Spagna) furono retti da un unico monarca in regime di unione dinastica.
La formale fusione delle due casate portò prepotentemente la Spagna alla ribalta dello scenario internazionale: all'improvviso, non solo la penisola iberica (ad eccezione del Portogallo) era riunita sotto un'unica autorità, ma l'annessione dei possedimenti aragonesi nel Mezzogiorno, fece sì che da Brindisi a Cadice lo spazio marittimo passò sotto completo controllo delle flotte spagnole, e di conseguenza anche i traffici commerciali che vi transitavano.
Una Spagna riunificata non poteva accettare sul proprio territorio la presenza, seppur fortemente limitata da un legame clientelare, di uno Stato straniero, per giunta musulmano; così le forze di Castiglia ed Aragona terminarono la Reconquista cacciando definitivamente i Mori dalla penisola iberica (1492).
Raggiunto l'obiettivo che aveva guidato generazioni di cavalieri e spadaccini, la nobiltà spagnola assetata di terre e potere era ansiosa di abbracciare una nuova causa per la quale scendere sul campo di battaglia, e le prime occasioni furono le scoperte di Cristoforo Colombo in America e la rinnovata rivalità con la Francia.
Iniziava così a delinearsi la forma del nuovo impero coloniale.

### Gli albori dell'Impero (1492-1513)
Gli aragonesi avevano costituito un piccolo impero marittimo intorno al Mediterraneo occidentale, riuscendo a conquistare le isole principali ed a porre sul trono di Napoli un membro della famiglia, ma nel 1494 Carlo VIII, re di Francia, scese con l'esercito nell'Italia meridionale tentando l'impresa di soggiogare tutta la penisola.
Gli scontri che ne seguirono videro la fanteria spagnola, comandata dal Gran Capitán Gonzalo Fernández de Córdoba, prevalere sui cavalieri francesi, creando il nerbo dell'invincibili armate spagnole del XVI e XVII secolo. Dopo l'invasione del meridione, la politica estera durante il regno di Ferdinando II mirò all'affermazione della supremazia spagnola sull'Italia, volta a contenere le ambizioni dei francesi.
Mentre gli aragonesi si muovevano sul fronte italiano, i castigliani, compresa l'importanza delle posizioni nel Nordafrica, strategici baluardi contro i musulmani, nel 1497 presero Melilla e, nel 1509, Orano.
Nel frattempo, per tutelare il proprio dominio sulle nuove terre scoperte nel Nuovo Mondo da ogni possibile rivendicazione portoghese, nel 1493 fu emanata la bolla papale Inter Caetera (papa Alessandro VI era di origini spagnole), la cui diretta conseguenza fu il trattato di Tordesillas stipulato l'anno successivo, che divideva il mondo in due emisferi su cui le potenze potevano esercitare diritto di sovranità in caso di colonizzazione di territori.
Il trattato, poi rivisitato per via dell'impossibilità di determinare esattamente la linea di demarcazione, di fatto fu molto vantaggioso per la Spagna, poiché escludeva il Portogallo e gli altri concorrenti dalle Americhe, aprendo la via ad un'incontrastata conquista, anche se non riuscirono a limitare l'espansione verso ovest del Brasile portoghese.
Alla morte della regina Isabella, Ferdinando rimase solo al potere, ed adottò una strategia politica molto più spregiudicata che in precedenza, agendo in modo da contrastare ogni rivale che cercasse di esercitare un ruolo egemone in Italia.
Incoraggiò una coalizione contro Venezia, la Lega di Cambrai, che aveva il fine di spartire tra i vari partecipanti (Spagna, Francia e Stato pontificio), i territori che la "Serenissima" aveva acquisito sulla terraferma, rendendola inoffensiva.
Nel 1509, la battaglia di Agnadello risolse il conflitto a favore della Lega ma, timorosi di un eccessivo rafforzamento della presenza francese, l'anno successivo, prima il Papa e poi Ferdinando, che intravedeva la possibilità di assicurarsi Milano e la Navarra mediante rivendicazioni dinastiche, si ritirarono dall'alleanza e ne crearono una nuova con gli stessi Veneziani, il Sacro Romano Impero e l'Inghilterra: la Lega Santa. Le divisioni interne a quest'ultima però non la resero efficace, e, due anni dopo la sua costituzione, i veneziani cambiarono ancora campo stringendo un patto con Luigi XII; con la sconfitta della Lega nella battaglia di Marignano Ferdinando, nel 1516, dovette rassegnarsi ad accettare un accordo con il nuovo re di Francia, Francesco I, che prevedeva l'assegnazione di tutta la Navarra agli spagnoli ed il controllo francese sull'Italia settentrionale.

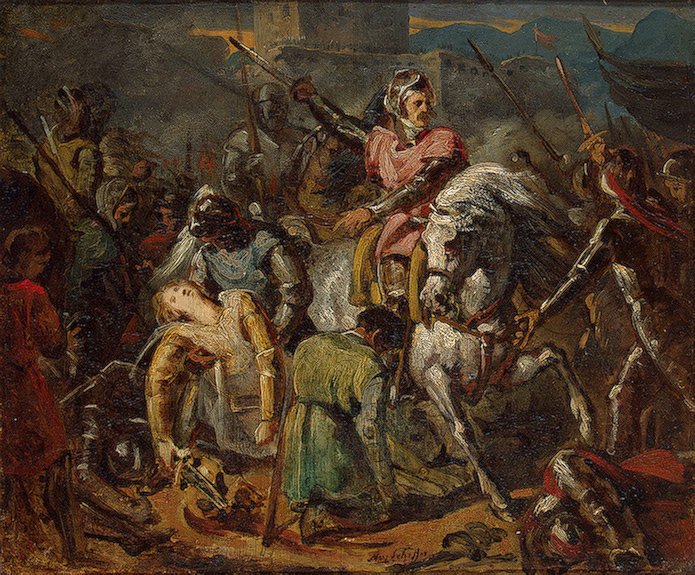
La morte di Gastone de Foix nella battaglia di Ravenna.

Intanto già nei primi anni del Cinquecento era stata completata la colonizzazione del primo insediamento spagnolo in America, la ricca Hispaniola. Incoraggiati dal successo gli esploratori cercarono ogni possibile zona adatta alla colonizzazione, e presto dalla base caraibica partirono avventurieri per nuove conquiste; da lì Juan Ponce de León prese Porto Rico e Diego Velázquez, Cuba. Sul continente il primo insediamento fu Darién nel Panama, costituito nel 1512 da Vasco Núñez de Balboa.
Fu ancora Balboa che nel 1513 attraversò l'istmo di Panama e divenne il primo europeo a vedere l'Oceano Pacifico da oriente. Quando la sua spedizione giunse sull'oceano, Balboa proclamò che tutte le terre bagnate da quel mare fossero assegnate alla Corona spagnola.

#### Effetti economici sulla Spagna
I proventi dell'oro e dell'argento americano, che affluivano regolarmente alla piazza commerciale governativa di Siviglia, divennero ben presto la principale risorsa per la madrepatria. Inizialmente la Spagna trasse benefici da questa situazione: le città (soprattutto i porti del sud) crebbero velocemente, il volume di commerci ricevette un notevole impulso e fiorirono le industrie; ma il continuo afflusso di metalli preziosi provocò, negli ultimi decenni del XVI secolo, l'aumento del tasso di inflazione, a dispetto di un basso sviluppo dell'impianto manifatturiero.
La nobiltà spagnola, che si accaparrava la maggior parte dei guadagni, per via di un pregiudizio aristocratico che voleva disonorevole il lavoro manuale, preferiva investirli in beni immobili od in obbligazioni statali (juros), piuttosto che nell'avvio di attività economiche produttive.
In questo modo la Spagna si trovò impreparata alla crescente domanda di beni e materiali lavorati proveniente dalle colonie, e divenne dipendente dall'estero per le loro forniture. Il denaro e le materie prime che transitavano per i forzieri dei possidenti spagnoli si dirigevano verso i commercianti di tutta Europa in cambio di prodotti finiti, arricchendo anche i banchieri che li finanziavano, primi fra tutti i genovesi. Il Cinquecento è infatti anche noto in Spagna come el siglo de los Genoveses ("il secolo dei genovesi").
Ebbe inizio un lento processo di impoverimento dell'economia spagnola, che invece alimentava le fortune di quelle europee (tra tutte, soprattutto quelle dell'Inghilterra, della Francia e dei Paesi Bassi, che nel Seicento raggiunsero il picco di prosperità), denotando una pessima capacità della classe dirigente di Madrid di gestire la ricchezza ed il vantaggio sugli altri Paesi concorrenti generato dalla colonizzazione delle Americhe.

### L'età d'oro: l'Impero su cui il sole non tramonta mai (1521-1643)
Il XVI e XVII secolo se assoluto della sua potenza, regnando quasi egemone su due continenti. Durante il flusso di oro ed argento nel solo XVI secolo affluirono dalla Nuova Spagna l'equivalente di 1,5 miliardi di dollari (valutazioni del 1990, oltre 115 volte il PIL degli Stati Uniti). Il centro dei traffici non fu però Madrid ma Siviglia, che nel XVI secolo divenne anche il principale centro di potere.
Nel grande sistema imperiale spagnolo Napoli, tra il 1504 e il 1713, costituì la più rilevante «anomalia»: essa fu infatti non solo la città più vasta e popolata della penisola italiana, ma di tutti i territori, europei ed extraeuropei, dominati dal monarca iberico, madrepatria compresa. Oltremodo culturalmente la città partenopea divenne un centro così florido che, negli istanti più illustri del siglo de Oro, oltrepassò, per la sua facoltà di attirare le personalità più estrose dell'Impero, la corte madrilena.
L'estensione dei suoi possessi fu tale che passò alla storia come «l’Impero su cui non tramonta mai il sole» (in spagnolo: «el imperio en el que nunca se pone el sol»), espressione derivata da una nota di Carlo V.
La prosperità delle finanze non durò a lungo: gli interessi degli Asburgo portarono a lunghe e dispendiose guerre in tutta Europa, scialacquando gli introiti delle ricchezze americane e causando debiti enormi con i banchieri (come i Fugger) fino alla bancarotta di Stato. Questa sfociò in numerosi contrasti tra la popolazione e le autorità, esplose nella rivolta dei Comuneros del (1520–22) (in spagnolo: la guerra de las Comunidades de Castilla).

#### I punti chiave della politica asburgica
- Accesso ai prodotti americani (oro, argento, zucchero) e asiatici (porcellana, spezie, seta)
- Diminuire il potere della Francia, contenendola nei suoi confini orientali.
- Mantenere l'egemonia degli Asburgo cattolici in Germania, difendendo il cattolicesimo contro la Riforma protestante
- Difendere l'Europa contro l'Islam, soprattutto dall'Impero ottomano.

### L'imperialismo in Europa

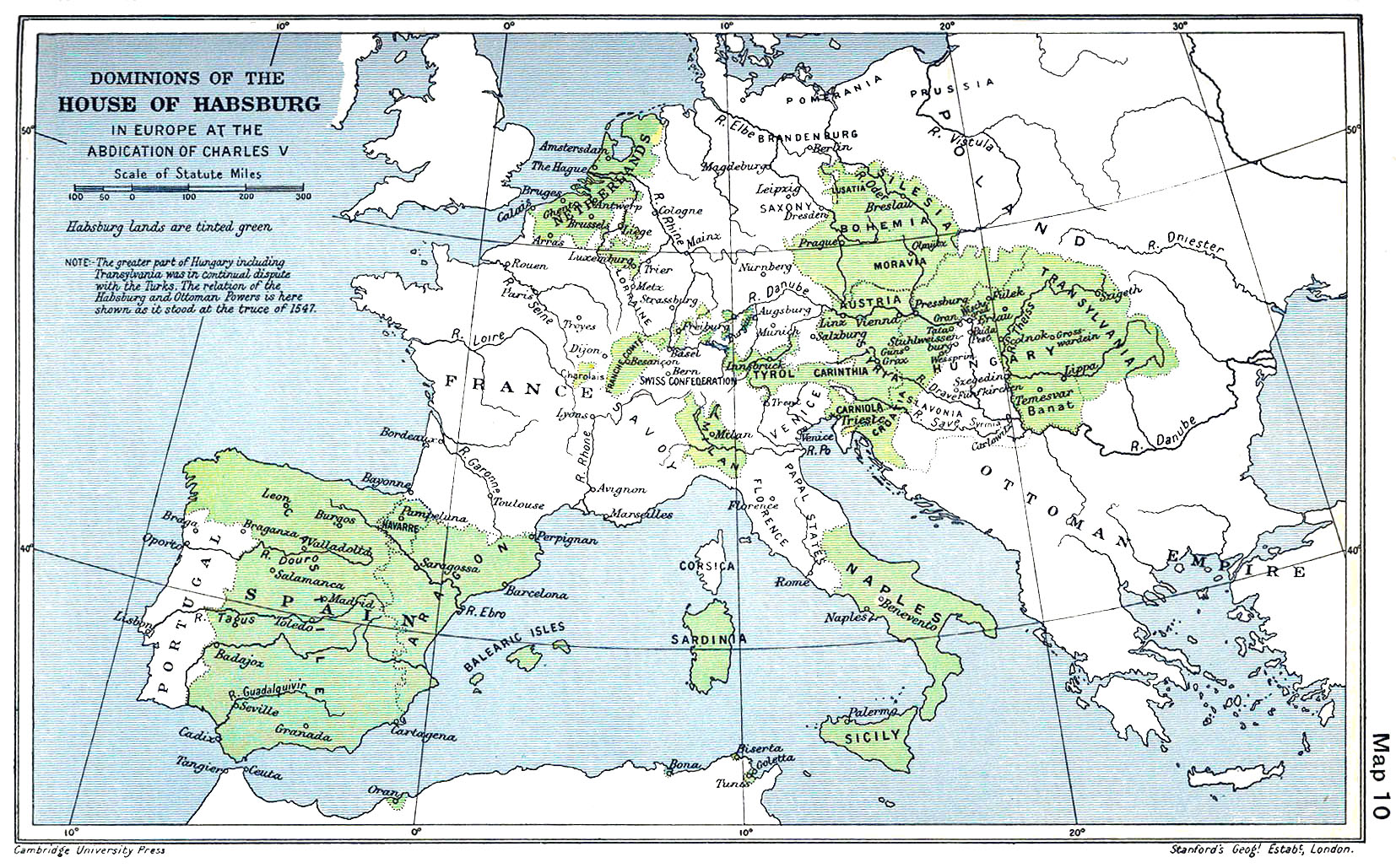
Mappa dei domini asburgici in Europa dopo la battaglia di Mühlberg (24 aprile 1547).

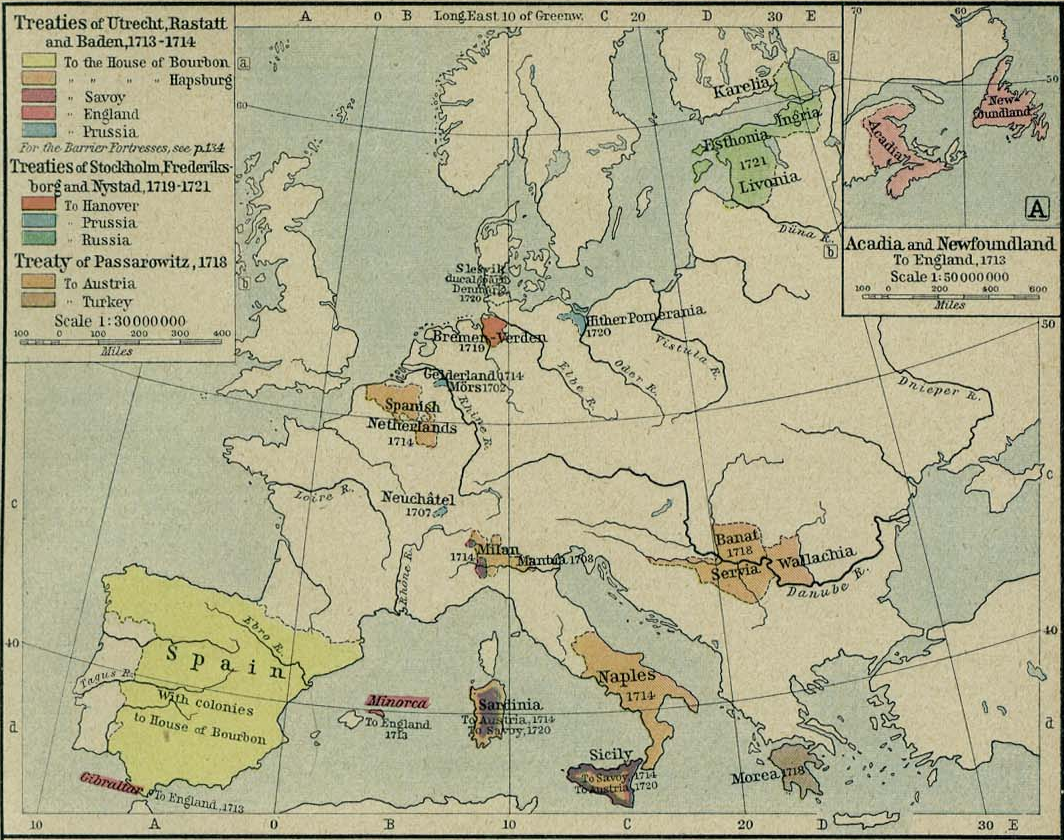
Cessioni in conseguenza della pace di Utrecht (11 aprile 1713).

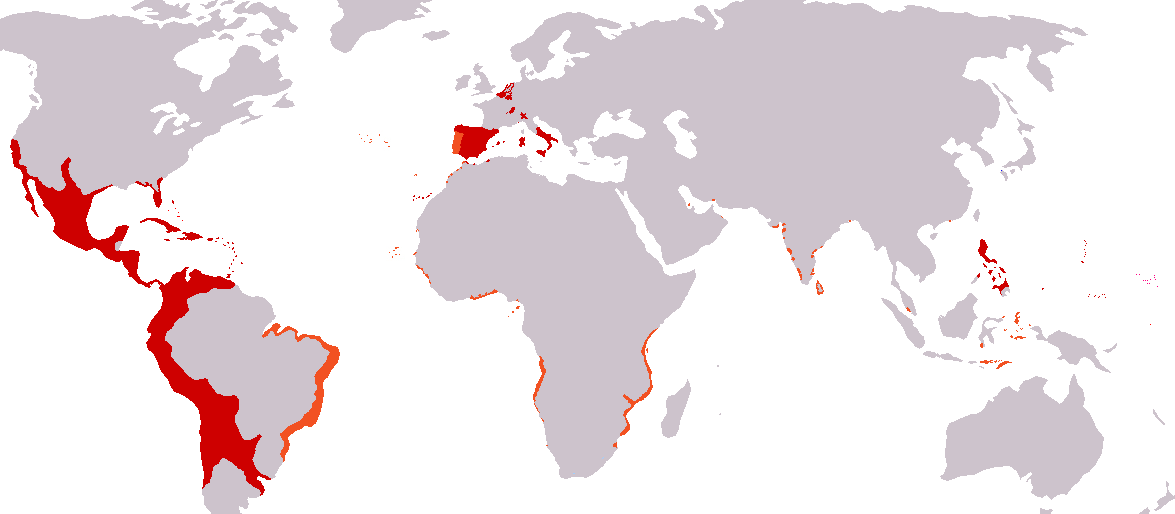
Mappa dell'Impero ispano-portoghese all'epoca dell'Unione Iberica delle due corone (1581–1640). In rosso scuro i territori spagnoli, in rosso-arancio quelli portoghesi.

Bandiera della Spagna 1760 - 1785.

Gli anni successivi al 1492 furono cruciali sotto questo punto di vista.
Le acquisizioni territoriali in Europa e la scoperta del Nuovo Mondo aprirono due fronti per la potenza nascente.
Sul volgere del Cinquecento si stava aprendo una massiccia campagna di conquista che raggiunse il culmine con il regno di Filippo II, il primo imperatore di Spagna.
Alla metà del XVI secolo, l'intera parte occidentale del continente era soggiogata all'egemonia di Madrid, che lo controllava con la forza del suo esercito (nel 1530 contava oltre 150.000 uomini, di gran lunga il più numeroso d'Europa), finanziato dall'argento americano, ed una stretta rete di alleanze dinastiche con i vari rami della famiglia asburgica.
Alla morte di Carlo V, l'Impero sul continente aveva raggiunto la massima estensione, lasciava ai figli domini da Algeri ai Paesi Bassi, che comprendevano numerose fortezze in Nordafrica, il meridione d'Italia con Sicilia e Sardegna, il Milanese, l'Austria con vastissime estensioni nell'Europa centrale, la Franca Contea, i Paesi Bassi ed il Belgio.
La suddivisione dell'Impero europeo agli eredi Filippo e Massimiliano, che ressero rispettivamente Spagna e Nuovo Mondo il primo, e Sacro Romano Impero il secondo, disgregò il solido blocco territoriale ma favorì la suddivisione del conflitto con l'altra superpotenza internazionale: l'Impero ottomano.
I turchi solitamente si alleavano con i francesi, l'unica entità politica in grado di contrastare con efficacia gli spagnoli e questo segreto sodalizio frenò le mire espansionistiche sul Mediterraneo di Sua cattolicissima maestà, i cui eserciti, nonostante alcuni successi nelle spedizioni contro Tunisi nel 1535 e 1573, subirono molti rovesci, sia nel tentativo di difendere le postazioni in Algeria e Tunisia sia quando fecero una spedizione contro la roccaforte islamica di Gerba.
Il Mediterraneo occidentale rimase però sempre un lago spagnolo grazie alla schiacciante vittoria delle flotte cristiane coalizzate di Spagna, Genova, Venezia e del Papato contro le navi del sultano, a Lepanto nel 1571 (la battaglia ebbe grande risonanza in Occidente, anche se gli ottomani si ripresero subito e riuscirono a conquistare l'isola di Cipro, possedimento veneziano). Si era raggiunto l'apice della parabola dell'imperialismo spagnolo nel Vecchio continente.

#### La decadenza
L'ostilità di Francia e Inghilterra, gli interessi economici ormai sull'altra sponda dell'Atlantico e la fragilità della nuova via di comunicazione dell'Impero tra la Francia e la Germania sostituitasi all'insicura rotta Spagna-Paesi Bassi, portarono già al termine del XVI secolo all'indebolimento della supremazia in Europa, che rimaneva forte solo in Italia, concretizzatosi con l'indipendenza olandese del 1648.
Durante i tentativi di soffocamento della rivolta nei Paesi Bassi, giunti all'acme con l'esecuzione dei capi ribelli Egemont e Hornes, si rivelò il volto più cruento dell'imperialismo ispanico europeo quando le truppe del re scatenarono violentissime campagne di repressione uccidendo sommariamente migliaia di persone e imprigionandone altrettante.
Da quel momento l'influenza andò sempre lentamente calando, in corrispondenza all'ascesa degli inglesi, dei francesi e degli stessi olandesi che crearono anch'essi imperi intercontinentali.
Gli ultimi possedimenti europei al di fuori della penisola iberica furono persi con la pace di Utrecht del 1713, durante la guerra di successione spagnola, spartiti tra gli austriaci ed i Savoia, ma l'Impero continuava ad esistere già da tempo solo oltremare.

### L'imperialismo nel Nuovo Mondo

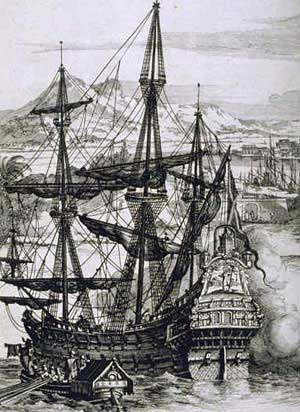
Galeone spagnolo.

L'Impero spagnolo di Filippo II, III e IV inclusi tutti i territori rivendicati e il "mare chiuso" spagnolo.

L'Impero spagnolo e quello portoghese nel 1790.

Le testimonianze dei primi esploratori sul Nuovo Mondo suscitarono in patria grande entusiasmo tra gli avventurieri in cerca di fortuna all'estero, i primi che diedero l'impulso alla spinta colonizzatrice che ha animato le spedizioni verso le ignote terre oltreoceano.
Nel 1493 fu fondata una base ad Hispaniola nella speranza di trovarvi oro e con l'intenzione di creare una base commerciale per i traffici con la Cina, che si riteneva vicina.
La successiva scoperta della costa continentale, occupata dal 1510, fornì nuove opportunità di guadagno mediante la possibilità di procurarsi oro, schiavi e monili attraverso il saccheggio dei villaggi indi.
L'espansione degli insediamenti sulla costa pacifica portò al contatto con le civiltà precolombiane, i Maya, gli Aztechi e gli Inca.
Esse avevano acquisito uno sviluppo tecnologico paragonabile all'antico Egitto, avevano creato potenti imperi in Messico ed in Perù ma la superiorità militare e la feroce astuzia degli europei permise ad esigui drappelli di soldati guidati da Hernán Cortés e Francisco Pizarro nel 1520 e 1530, di conquistare Tenochtitlán e Cuzco, imponendo definitivamente l'autorità spagnola su tutta la fascia centro-meridionale delle Americhe escluso il Brasile che era portoghese per via della linea di demarcazione tra le due potenze del trattato di Tordesillas.

L'ampliamento dei confini in Sudamerica non si arrestò fino al 1558, ottenuti il Guatemala, la Colombia ed il Cile centrale. 

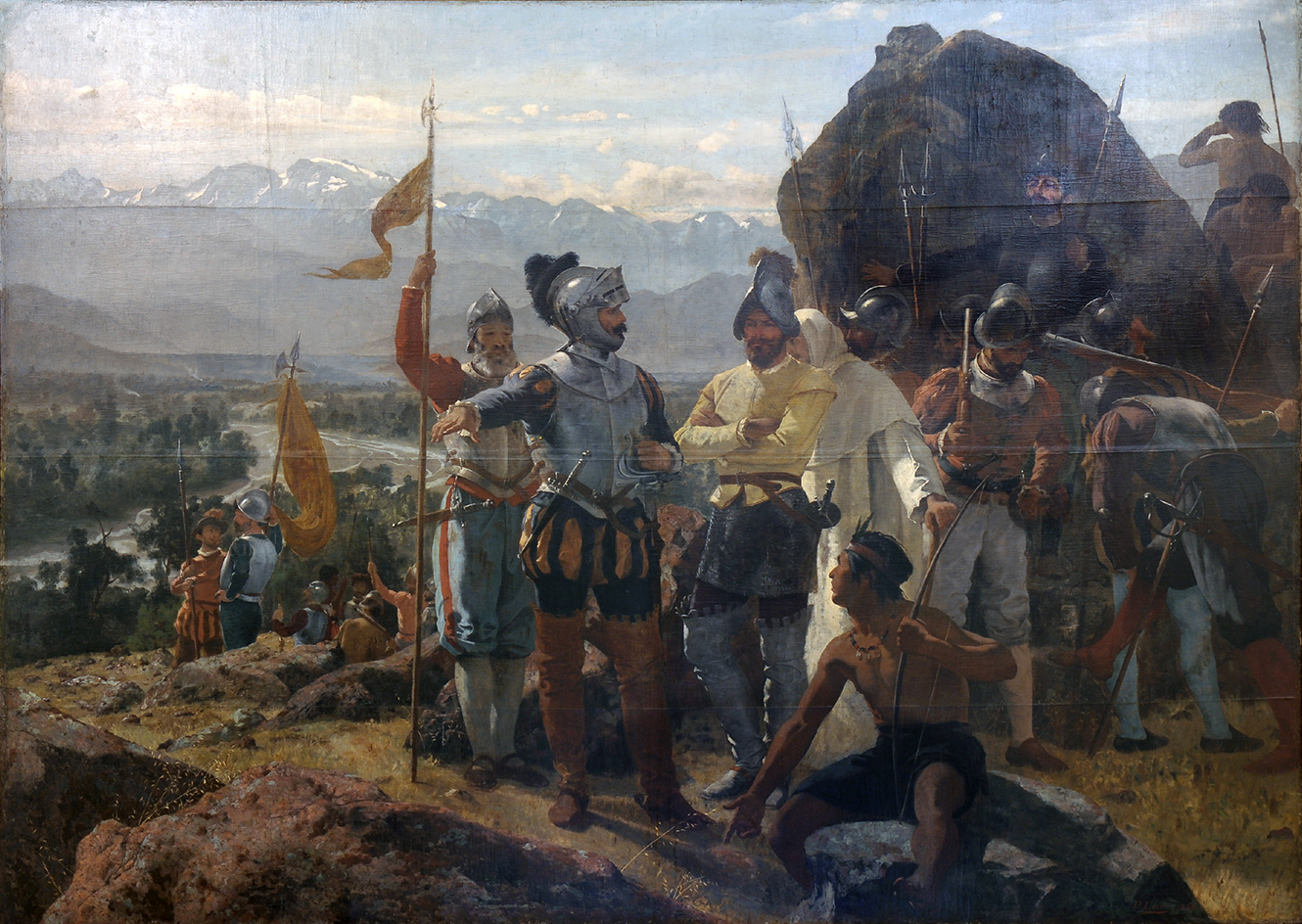
Pedro de Valdivia fonda Santiago del Cile

"La via per l'Oriente da Occidente" attraverso lo stretto di Magellano fu scoperta trent'anni più tardi del viaggio di Colombo ma ancora prima di allora la rotta pacifica da Manila, nelle Filippine, prese nel 1564, ad Acapulco scambiando seta ed argento era frequentata dai galeoni spagnoli.

#### Lo sterminio degli amerindi
La situazione delle genti native, riluttanti a sottomettersi soprattutto nelle Antille, non ebbe sensibili miglioramenti, anzi dal 1511 quando la prima nave negriera africana approdò ad Hispaniola, e soprattutto a causa delle nuove malattie portate dagli europei, infatti i popoli americani, isolati dal resto del mondo per millenni, non avevano ancora avuto il tempo di sviluppare gli anticorpi necessari a resistere a questi morbi che ormai in Eurasia si erano sviluppati nel frattempo.
Ebbero la medesima sorte anche gli abitanti della Nuova Spagna (Messico), stimati in 25 milioni nel 1520, scesi in 75 anni a un milione e mezzo (riduzione circa del 90%). In Perù la riduzione fu meno drastica ma comunque significativa, quasi il 30%.

### Le ripercussioni in Europa
La scoperta del Nuovo Mondo, divenuta tale solo quando gli spagnoli capirono che non avevano raggiunto l'Estremo Oriente, bensì un continente ancora ignoto, in Europa ebbe notevoli ripercussioni soprattutto dal punto di vista economico e scientifico.
Infatti se politicamente le altre potenziali concorrenti alla corsa per la conquista dei territori oltreoceano, già gravate da problemi interni, per due secoli non ebbero la forza di competere con le flotte iberiche, l'impatto sull'economia fu devastante: ingenti quantità di metalli preziosi convertiti in danaro furono immessi sullo stagnante mercato europeo, gonfiando le casse di commercianti e banchieri arricchiti dalle spese sempre maggiori che il mantenimento di un impero di tali dimensioni comportava.

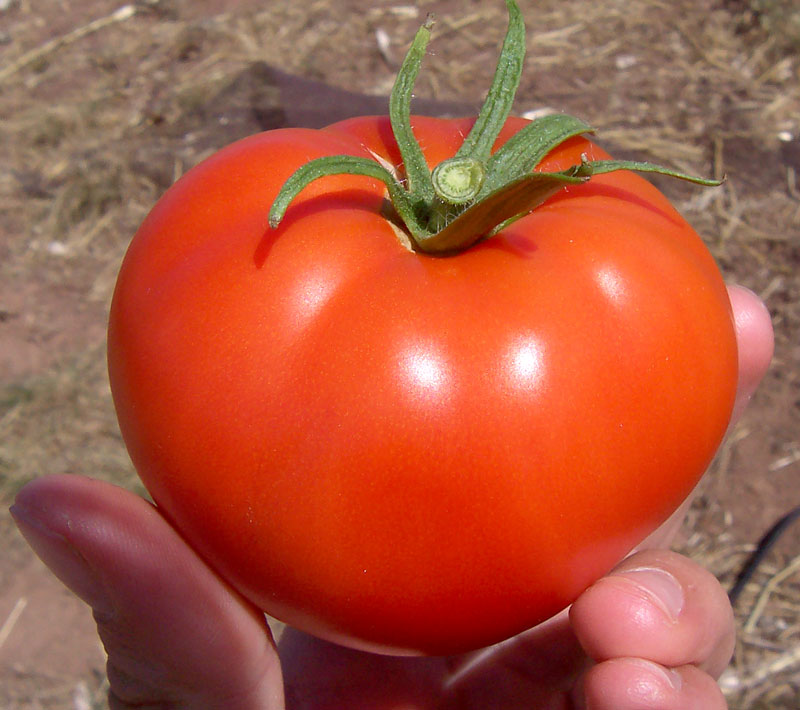
I pomodori: uno dei prodotti alimentari importati dall'America.

Prodotti sconosciuti come il mais, il cacao, i peperoni, le zucche, le patate, i fagioli e i pomodori, in uso dalle popolazioni native americane migliorarono la dieta alimentare degli europei, rendendoli più resistenti alle malattie, ma il processo di scambio avvenne anche in senso inverso ed a lungo termine portò effetti benefici nonostante gli spagnoli imponessero la monocoltura per trarre profitto dalle esportazioni a scapito di una sensibile diminuzione della quantità e della qualità di cibo a disposizione dei locali.
In campo scientifico e filosofico presero piede nuove idee, stimolate dalla miniera di informazioni che offriva il continente appena scoperto, meta di viaggi a scopo conoscitivo di numerosi cartografi, naturalisti e studiosi che spesso erano al seguito degli esploratori.
I pensatori spagnoli formularono alcune delle prime teorie moderne su legge naturale, sovranità, diritto internazionale, guerra ed economia — e giunsero perfino a metter in discussione la legittimità dell'imperialismo — in una serie di relative scuole di pensiero che vengono collettivamente indicate come Scuola di Salamanca, ma che interessarono tutto il sistema universitario dell'epoca di cui Salamanca costituiva la sede più antica e rinomata.

### La decolonizzazione
Nonostante le perdite territoriali in Europa, la Spagna mantenne sempre uno stretto controllo sulle regioni d'oltremare. Il trattato di Utrecht lasciò sostanzialmente intatto l'impero (tranne qualche acquisizione inglese e francese nei Caraibi) ed i suoi monopoli commerciali. Il tentativo alla base del trattato era quello di creare un equilibrio di forze tra le superpotenze dell'epoca, ma per tutto il XVIII secolo vi furono gravi attriti con il Portogallo in Uruguay e con la Gran Bretagna in Georgia.
Le successive guerre coloniali portarono alla perdita della Florida per mano inglese, e di altre zone caraibiche.
Oramai la supremazia nei mari era persa per sempre, e l'ascesa della Gran Bretagna divenne inesorabile, e nel 1815 la flotta militare spagnola era pressoché ridotta a nulla.

#### I tipi della decolonizzazione
Le due classi sociali che spinsero fortemente per l'indipendenza in America Latina furono i creoli e gli indios.
I creoli erano i discendenti dei colonizzatori europei.
Gli indios erano gli eredi dei popoli autoctoni; costituirono il motore e la principale risorsa per l'emancipazione del Sudamerica.

#### La prima fase
L'occasione per liberarsi dalla dominazione europea sì presentò quando le truppe napoleoniche s'impossessarono nel 1808 della Spagna, cacciando il re Ferdinando VII, al suo posto si insediò Giuseppe Bonaparte, che non esercitò più alcun'autorità sulle colonie, divenute di fatto autonome.
Si crearono quindi i primi governi locali, ma esclusivamente per ovviare ad un vuoto di potere lasciato dall'amministrazione spagnola.
Nel 1811 Venezuela e Paraguay furono proclamati indipendenti, mentre le giunte comunali di Santiago del Cile e di Buenos Aires si comportarono di fatto come istituzioni staccate della Spagna.
Questo processo si interruppe violentemente per effetto della restaurazione della monarchia, voluta nel 1815 al Congresso di Vienna dalle potenze assolutistiche, e che in breve tempo liquidò tutti i nuovi regimi dell'America Latina, tranne la dittatura di José Francia nel Paraguay e la giunta della futura capitale argentina, che proclamò l'indipendenza delle Province Unite del Rio de la Plata nel 1816.

#### L'indipendenza dell'America meridionale
Ufficialmente l'Argentina, la prima provincia spagnola resasi indipendente, divenne uno Stato a sé nel 1810.
L'ondata rivoluzionaria riprese vigore nel 1817 grazie al fondamentale apporto di eccellenti personalità, e dilagò in due ondate: dal nord, vigorosamente contrastata dai presidi dell'esercito nei monti colombiani, guidata da Simón Bolívar che partì dal Venezuela; e dal sud, condotta dall'"esercito delle Ande" di José de San Martín, fino al Cile.
In Messico inizialmente si verificò una rivoluzione sociale capeggiata da Miguel Hidalgo y Costilla, un curato di campagna sostenitore della libertà per indigeni e meticci, ma, nonostante la costituzione di un breve governo, Hidalgo venne scomunicato, sconfitto, fatto prigioniero e giustiziato.
Seguì una controrivoluzione che terminò con la presa del potere da parte del conservatore Agustín de Iturbide, autoproclamatosi imperatore con il nome di Agustín I.

#### I territori persi con gli Stati Uniti
Alla fine del XIX secolo la Spagna dovette affrontare una guerra per difendere i propri territori coloniali dagli Stati Uniti. Nel 1898 perse la guerra ispano-americana e dovette lasciare Cuba che divenne una sorta di protettorato americano, cedendo agli USA le Filippine, Puertorico e l'isola di Guam nel Pacifico.
Infine Panama divenne indipendente nel 1903, con il sostegno militare degli Stati Uniti.

#### I territori in Africa
Nel XIX secolo, anche la Spagna cercò di prendere parte alla corsa al colonialismo in Africa. Occupò la Guinea spagnola nel 1843, nel 1860 la provincia di Ifni e il Sahara spagnolo nel 1885.
Infine il Marocco spagnolo nel 1912.
Ancora oggi detiene due enclave spagnole in Africa nord-occidentale: i territori di Ceuta e Melilla.

### Eredità dall'Impero spagnolo

#### Ispanità
La più tangibile conseguenza storica della presenza spagnola in America, Asia ed Africa, è stata la formazione di un blocco culturale a matrice ispanica, che si sovrappose alle precedenti tradizioni indigene.
Attualmente lo spagnolo è la terza lingua più parlata nel mondo in termini assoluti ed è la seconda per numero di madrelingua, dopo il cinese, presso gruppi concentrati nell'area oggi definita America Latina e in Europa. Diverse organizzazioni sovranazionali tra cui ONU, Unione europea ed Unione Africana enumerano lo spagnolo tra le lingue ufficiali.
In oltre 20 nazioni (tra cui lo Stato americano del Nuovo Messico ed il semi-riconosciuto Sahara Occidentale), concentrate principalmente in Sudamerica e Mesoamerica, lo spagnolo è stato adottato come idioma ufficiale o è la lingua parlata dalla maggior parte della popolazione.

## Territori dell'Impero spagnolo
|                          |                                  |            |              |                                            |
| Organo                   | Divisione                        | Durata     | Durata       | Dipendenze                                 |
| Organo                   | Divisione                        | Fondazione | Dissoluzione | Dipendenze                                 |
| Consiglio di Castiglia   | Corona di Castiglia              | 1230       | 1834         | Regno di Galizia                           |
| Consiglio di Castiglia   | Corona di Castiglia              | 1230       | 1834         | Regno di Navarra                           |
| Consiglio di Castiglia   | Corona di Castiglia              | 1230       | 1834         | Regno di Toledo                            |
| Consiglio di Castiglia   | Corona di Castiglia              | 1230       | 1834         | Regno di Siviglia                          |
| Consiglio di Castiglia   | Corona di Castiglia              | 1230       | 1834         | Regno di Granada                           |
| Consiglio d'Aragona      | Corona d'Aragona                 | 1162       | 1834         | Regno di Maiorca                           |
| Consiglio d'Aragona      | Corona d'Aragona                 | 1162       | 1834         | Regno di Valencia                          |
| Consiglio d'Aragona      | Corona d'Aragona                 | 1162       | 1834         | Regno di Sardegna                          |
| Consiglio d'Aragona      | Corona d'Aragona                 | 1162       | 1834         | Principato di Catalogna                    |
| Consiglio d'Aragona      | Corona d'Aragona                 | 1162       | 1834         | Principato di Andorra                      |
| Consiglio del Portogallo | Regno del Portogallo (Asburgico) | 1582       | 1668         | Vicereame del Brasile                      |
| Consiglio del Portogallo | Regno del Portogallo (Asburgico) | 1582       | 1668         | Territori d'Oltremare                      |
| Consiglio d'Italia       | Nessuna                          | 1556       | 1717         | Regno della Sicilia Citeriore              |
| Consiglio d'Italia       | Nessuna                          | 1556       | 1717         | Regno della Sicilia Ulteriore              |
| Consiglio d'Italia       | Nessuna                          | 1556       | 1717         | Ducato di Milano                           |
| Consiglio d'Italia       | Nessuna                          | 1556       | 1717         | Stato dei Presidi                          |
| Consiglio delle Fiandre  | Diciassette Province             | 1482       | 1714         | Ducato di Brabante e Limburgo              |
| Consiglio delle Fiandre  | Diciassette Province             | 1482       | 1714         | Ducato di Lussemburgo                      |
| Consiglio delle Fiandre  | Diciassette Province             | 1482       | 1714         | Ducato di Borgogna                         |
| Consiglio delle Fiandre  | Diciassette Province             | 1482       | 1714         | Franca Contea di Borgogna                  |
| Consiglio delle Fiandre  | Diciassette Province             | 1482       | 1714         | Contea delle Fiandre                       |
| Consiglio delle Fiandre  | Diciassette Province             | 1482       | 1714         | Contea di Artois                           |
| Consiglio delle Fiandre  | Diciassette Province             | 1482       | 1714         | Contea di Hainaut e Namur                  |
| Consiglio delle Fiandre  | Diciassette Province             | 1482       | 1714         | Contea d'Olanda                            |
| Consiglio delle Fiandre  | Diciassette Province             | 1482       | 1714         | Contea di Zelanda                          |
| Consiglio delle Indie    | Vicereame della Nuova Spagna     | 1535       | 1821         | Comanderia generale delle province interne |
| Consiglio delle Indie    | Vicereame della Nuova Spagna     | 1535       | 1821         | Capitaneria generale del Guatemala         |
| Consiglio delle Indie    | Vicereame della Nuova Spagna     | 1535       | 1821         | Capitaneria generale di Cuba               |
| Consiglio delle Indie    | Vicereame della Nuova Spagna     | 1535       | 1821         | Capitaneria generale di Santo Domingo      |
| Consiglio delle Indie    | Vicereame della Nuova Spagna     | 1535       | 1821         | Capitaneria generale di Porto Rico         |
| Consiglio delle Indie    | Vicereame della Nuova Spagna     | 1535       | 1821         | Capitaneria generale delle Filippine       |
| Consiglio delle Indie    | Vicereame della Nuova Spagna     | 1535       | 1821         | Capitaneria generale dello Yucatán         |
| Consiglio delle Indie    | Vicereame del Perù               | 1542       | 1824         | Nuovo Regno di Granada                     |
| Consiglio delle Indie    | Vicereame del Perù               | 1542       | 1824         | Capitaneria generale del Cile              |
| Consiglio delle Indie    | Vicereame del Perù               | 1542       | 1824         | Governatorato del Río de la Plata          |
| Consiglio delle Indie    | Vicereame della Nuova Granada    | 1717       | 1822         | Capitaneria generale del Venezuela         |
| Consiglio delle Indie    | Vicereame della Nuova Granada    | 1717       | 1822         | Audiencia di Santafé de Bogotá             |
| Consiglio delle Indie    | Vicereame della Nuova Granada    | 1717       | 1822         | Audencia di Quito                          |
| Consiglio delle Indie    | Vicereame della Nuova Granada    | 1717       | 1822         | Audencia di Terra Firme                    |
| Consiglio delle Indie    | Vicereame del Río de la Plata    | 1776       | 1814         | Governatorato del Río de la Plata          |
| Consiglio delle Indie    | Vicereame del Río de la Plata    | 1776       | 1814         | Governatorato del Paraguay                 |
| Consiglio delle Indie    | Vicereame del Río de la Plata    | 1776       | 1814         | Altri governatorati minori                 |